# Catherine Howard
Catherine Howard (cũng phiên thành Katarina hay Catalina; khoảng năm 1523 - 13 tháng 2 năm 1542) là Vương hậu của nước Anh từ năm 1540 cho đến năm 1541, với tư cách là vợ thứ 5 của Quốc vương Henry VIII của Anh.
Xuất thân là thành viên của gia tộc nhà Howard, Catherine Howard là em họ của Anne Boleyn, người vợ thứ 2 của Vua Henry VIII, trở thành người thứ 2 thuộc gia tộc này đến với vị trí Vương hậu Anh. Khi chỉ khoảng 16 hoặc 17 tuổi, đã kết hôn với Vua Henry vào ngày 28 tháng 7 năm 1540, gần như ngay lập tức sau khi cuộc ly hôn của Henry VIII với Anna xứ Kleve được sắp xếp. Trong số 6 người vợ, Catherine cùng Anne Boleyn, Jane Seymour và Catherine Parr đều xuất thân quý tộc bản địa Anh, thua xa hai người khác là Catalina xứ Aragón và Anne của Cleves, khi cả hai đều là dòng dõi Vua chúa Châu Âu.
Vào tháng 11 năm 1541, Catherine bị tố cáo ngoại tình, Tổng Giám mục Thomas Crammer đã đưa thư trình lên Quốc vương Henry VIII và Catherine gần như ngay lập tức bị tống giam, bị đòi lại nhẫn cưới và bị xử tử khoảng 3 tháng sau đó, với lý do phản bội vì phạm tội ngoại tình với một triều thần của nhà Vua là Thomas Culpeper.

## Thân thế
Catherine Howard không rõ ngày sinh, bà sinh khoảng năm 1521 đến 1524 và có lẽ ra đời ở Lambeth. Bà là người thuộc gia tộc nhà Howard, con gái của Sir Edmund Howard và bà Joyce Culpeper, con gái Sir Richard Culpeper. Và cũng như những người vợ khác của Quốc vương Henry VIII, Catherine Howard là một hậu duệ của Quốc vương Edward I của Anh, do đó cũng cùng chung tổ tiên với bản thân Henry VIII.
Gia tộc Howard khi ấy là một trong những dòng họ uy quyền nhất đảo quốc Anh, cũng là gia tộc trung thành với Công giáo La Mã nhất trong số những gia tộc lớn nhất xứ sở này, vì vậy cũng là kẻ thù lớn của những người Kháng Cách tại Anh. Dòng họ này là hậu duệ của John Howard, Công tước thứ nhất của Norfolk, một đại công thần trên chiến trường của hai vị Quốc vương nhà York là Edward IV cùng Richard III. Trong trận Bosworth, nhà Howard đứng về phía Richard nhà York, dẫu vậy gia tộc này vẫn được trọng dụng bởi Henry VII Tudor - cha của Vua Henry VIII, bởi vì nhà Vua Henry VII sự lỗi lạc về quân sự của gia tộc, nên thay vì trừng phạt họ mà lại trọng dụng họ. Tuy nhiên, tước hiệu "Công tước xứ Norfolk" chỉ được trao phong lại cho nhà Howard vào năm 1513, sau trận Flodden. Dẫu vậy, nhà Howard từ trước đó đã rất thành công trong việc có sức ảnh hưởng cùng địa vị, và họ duy trì thế lực bóng tối đằng sau ngai vàng rất hoàn hảo.

## Tuổi thơ

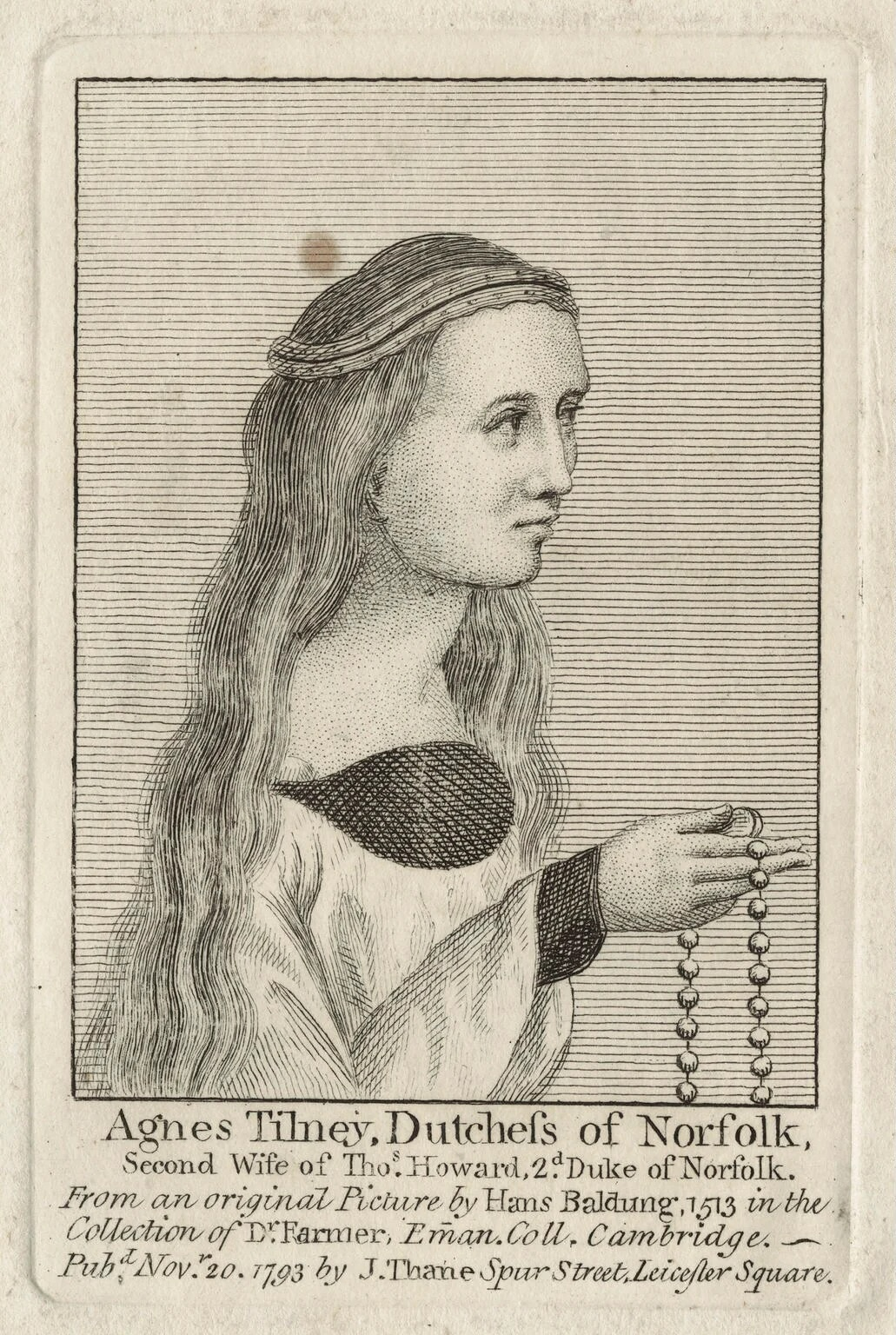
Agnes, Bà Công tước xứ Norfolk.

Ông nội của Catherine, ngài Thomas Howard, Công tước Norfolk thứ 2, một nhà quân sự đầu thời Tudor rất có uy vọng và kế thừa tước hiệu Công tước vùng Norfolk trong danh quyền. Ông kết hôn 2 lần với 2 người phụ nữ có dòng dõi cao quý và có hơn 20 người con, tính cả những người chết yểu. Chị ruột của cha bà, Elizabeth Howard, chính là mẹ của Anne Boleyn, do đó Catherine là em họ của Anne Boleyn, cũng như là dì họ của Elizabeth I của Anh. Là cháu nội của Công tước Norfolk, Catherine Howard cũng được xem là người thuộc dòng dõi quý tộc Anh, dù vậy nhà Edmund rất nghèo, là con trai thứ 3 trong số 21 người con của ngài Công tước Norfolk. Chế độ con trưởng đương thời của Châu Âu, chỉ dành toàn bộ gia sản cho người con trưởng, còn các con thứ đa phần phải tự lực. Do đó, Edmund không khác gì người quý tộc bình thường dù gia thế rất lớn. Trong khi đó, mẹ của Catherine là quý bà Joyce Culpeper, con gái của Sir Richard Culpeper - một người xuất thân trong một gia đình tương đối danh giá và khá giả, điều đặc biệt là họ có nhiều thổ điền ở Oxenhoath thuộc xứ Kent và một phần đất tại Hampshire.
Trước khi cha mẹ của Catherine kết hôn với nhau, bà Joyce đã có 5 người con với chồng trước, Ralph Leigh, và bà tiếp tục có thêm 6 người con với Edmund Howard. Catherine là tầm khoảng người con thứ 10 trong 11 người con của bà Joyce. Một gia đình quá đông con mà lại không có tước vị, Edmund thường xuyên phải xin tiền của các họ hàng giàu có trong gia tộc. Sau khi mẹ của Catherine qua đời năm 1528, Edmund tái hôn 2 lần liên tiếp. Xuất thân từ gia đình Howard, nhưng Edmund lại không có tài cán, do vậy không bao giờ được Vua Henry VIII coi trọng. Đến năm 1531, dưới sự giúp đỡ của Anne Boleyn, Edmund được bổ nhiệm làm Quản đốc của Calais, ông bị bãi miễn và qua đời cùng năm 1539, có lẽ do nhiều năm làm việc bất lực và kém hiệu quả. Các sử gia nhìn nhận Edmund là một kẻ ăn chơi, phung phí tại sản tại xứ Kent và Hampshire từ bà Joyce, sau đó giong buồm đi nước ngoài làm việc nhưng thực ra là để trốn nợ, bỏ lại mấy chục người con nheo nhóc cho họ hàng gánh vác.
Khi mẹ bà qua đời, khoảng vào năm 1531, Catherine Howard cùng vài anh chị em khác được phái đến nhận sự chăm sóc của mẹ kế của cha bà, Agnes Howard, Bà Công tước xứ Norfolk. Bà Công tước có một trang ấp riêng ở Dinh thự Chesworth House thuộc Horsham, Sussex, và Norfolk House tại Lambeth có mấy chục người hầu, trong đó không ít là con cháu gia đình quý tộc có họ hàng xa với nhà Howard.

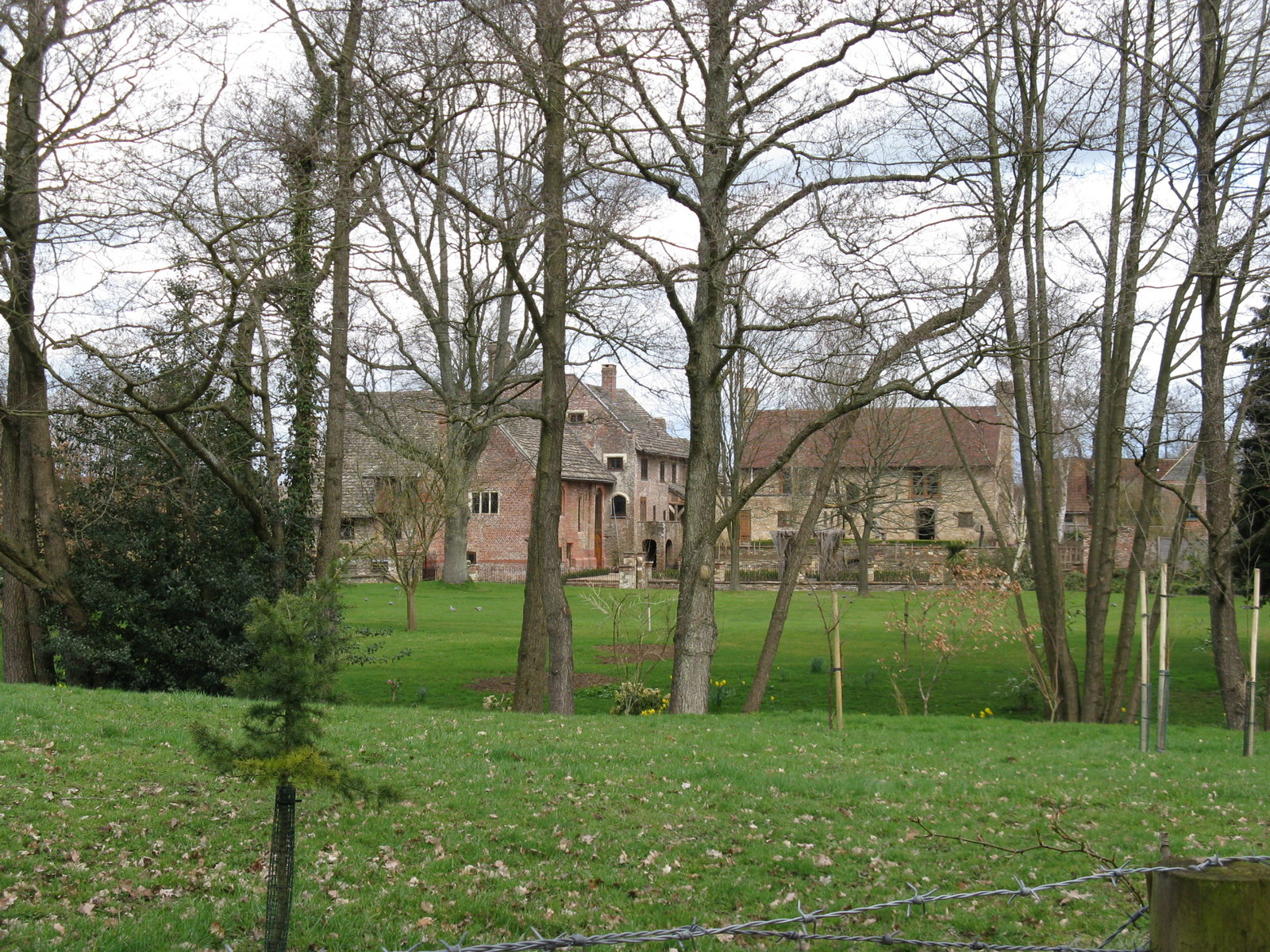
Dinh thự Chesworth House thuộc Horsham, nơi Catherine trưởng thành.

Đây là việc thông thường diễn ra khi ấy, các con cháu nhà quý tộc nếu ở nhánh nhỏ, thường sẽ được giáo dục tại các lâu đài hoặc trang viên của các họ hàng có thế lực hơn là được giáo dục tại chính nhà của mình. Mục đích của việc này là để đứa trẻ ấy có môi trường sinh sống, và việc sống trong nhà họ hàng giàu có sẽ giúp đứa trẻ này có cơ hội sắp xếp vào một cuộc hôn nhân danh giá trong tương lai. Bà Công tước cũng khá bận rộn ở trong triều, tuy vẫn rất nghiêm ngặt trong việc quản lý và giáo dục các thiếu nữ mà được nhận trọng trách nuôi dạy, song nhìn chung vẫn khá là mềm mỏng. Và kết quả của sự mềm mỏng này, khiến Catherine Howard không có nền giáo dục hoàn thiện mà một thiếu nữ cần có, bà bị ảnh hưởng bởi các người chị lớn có tính phóng đãng, khi để cho các nam hầu qua lại trong phòng ngủ của mình và quan hệ tình dục.
Trong số các người vợ của Henry VIII, Catherine Howard cũng là người được đánh giá thiếu học thức nhất, dù rằng kỹ năng đọc và viết của bà đã khá hoàn thiện vào thời điểm ấy. Điều này chứng minh Catherine Howard có học thức tương đối tốt hơn rất nhiều phụ nữ bình thường đương thời, bởi khi lúc đó phụ nữ về cơ bản chỉ học về quản lý việc nhà của người vợ và trau dồi Tín ngưỡng. Bà được miêu tả là hoạt bát, hay cười và pha trò, không bao giờ tỏ ra thích vẻ uyên bác đạo mạo thường thấy của phụ nữ quý tộc. Về cơ bản, Catherine có năng khiếu về múa, và quan tâm đến việc nuôi các thú nuôi. Chính những sự thiếu quan này đã khiến Catherine vào lúc còn chưa 16 tuổi đã bị lạm dụng tình dục.
Theo những lời khai sau này trong vụ án, trong thời gian ở Horsham khoảng năm 1536, Catherine Howard, khi ấy 13 tuổi, đã bị thầy dạy nhạc 36 tuổi là Henry Mannox nhiều lần có quan hệ ve vãn. Cũng trong lời khai về sau, cả Catherine và Mannox đều thừa nhận việc này, nhưng căn cứ theo mô tả của Catherine thì những việc cả hai làm chỉ có thể gọi là making out theo ngôn ngữ hiện đại. Điều này chỉ kết thúc khi Catherine chuyển đến Lambeth, tại đó bà tiếp tục bị ve vãng bởi Francis Dereham, thư ký của Bà Công tước. Cả hai đã quan hệ và xem nhau như vợ chồng, có những việc đặc thù mà chỉ vợ chồng làm, ví dụ như Dereham cũng thường giao tiền bạc cho Catherine mỗi khi ông phải đi xa. Rất nhiều người cùng phòng và cùng tuổi với Catherine ở Lambeth biết được chuyện này, và năm 1539, Bà Công tước phát hiện ra và chia tách hai người, Francis Dereham phải quay về Ireland để kết hôn theo kế hoạch. Nếu cả hai chịu làm lễ thề nguyện trước sự chứng kiến của Mục sư trong nhà thờ trước khi tiến hành quan hệ tình dục, thì hẳn vào lúc đấy cả hai đã thành vợ chồng hợp pháp theo luật lệ hôn nhân đương thời.
Theo tường trình của Catherine trong cuộc điều tra, bà thừa nhận mình đã cùng Dereham quan hệ, nhưng cũng đề cập chuyện này cực kỳ phổ biến khi đó, vì những cô gái cùng phòng của bà đều có người yêu trên giường. Một trong những "cô gái trẻ" mà Catherine đề cập đến là Alice Restwold, người trên thực tế đã tiến hành kết hôn. Bà nói:「"Chị ấy là người phụ nữ đã kết hôn và chị ấy biết đời sống vợ chồng là như thế nào, nó có liên hệ với những tiếng rên phát ra từ giường của chị ấy"」. Có thể nói cuộc sống tuổi thơ của Catherine kể từ khi cha mẹ đều mất hoặc ruồng bỏ đã đem bà lên con đường nguy hiểm, khi bị lạm dụng tình dục và bị môi trường phóng đãng của những họ hàng họ ảnh hưởng.

## Vương hậu nước Anh

### Kết hôn với Henry VIII

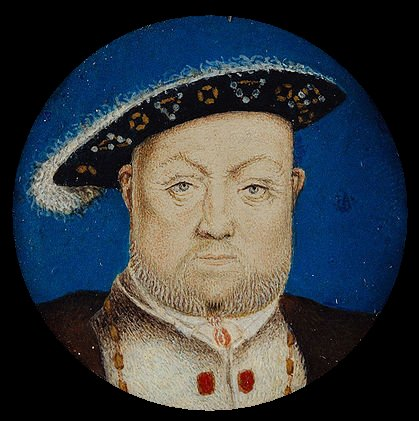
Quốc vương Henry VIII của nước Anh, những năm 1540.

Thời điểm năm 1539, Vua Henry VIII bắt đầu tìm kiếm vợ mới sau cái chết của Jane Seymour. Sau đề nghị của Thomas Cromwell, Vua Henry quyết định một cuộc hôn nhân chính trị, khi với tới liên minh cùng xứ Cleves của người Đức tại Châu Âu lục địa, một quốc gia theo Tin Lành và chống đối Công giáo La Mã, với hi vọng một sự liên kết chống lại Hoàng đế Karl V của Thánh chế La Mã cùng François I của Pháp. Cô dâu được chọn là Anna xứ Kleve.
Người bác của Catherine, Thomas Howard, Công tước Norfolk thứ 3, đã sắp xếp cho Catherine vào triều để phục vụ cho Anna xứ Kleve, với tư cách là Maid of Honour trong hàng ngũ Thị tùng của Vương hậu. Trong ngôn ngữ Anh, Maid of Honour là danh từ dùng để chỉ đến những nữ Thị tùng trẻ chưa lập gia đình. Theo đó, những Maid of Honour thường được bổ nhiệm để làm vui Vương hậu bằng khiêu vũ và ca múa, họ đều là những tiểu cô nương từ những gia đình danh giá với mục đích tìm kiếm những cuộc hôn nhân tốt. Trong phương diện sinh hoạt, Maid of Honour chịu sự giáo dục của Vương hậu và khi thời cơ đến, họ thậm chí còn được lo của hồi môn từ chính Vương hậu. Và theo những gì chính nhà Vua quy định, ông chỉ tuyển những Maid of Honour có ngoại hình đẹp vì điều đó sẽ giúp 「"Trang hoàng cho Cung điện thêm rực rỡ"」. Trong khi Vua Henry đã không hứng thú với Anna xứ Kleve ngay từ những ngày đầu của cuộc hôn nhân, thì ông lại để mắt đến Catherine, khi ấy rất trẻ trung và xinh đẹp. Căn cứ theo những gì Bà Công tước Norfolk viết thư lại, nhà Vua có vẻ đã nhìn trúng Catherine ngay từ lần gặp đầu tiên. Điều này có lẽ là vì ông đang rất thất vọng vì ngoại hình của Anne xứ Cleves - người bị ông chê là kém hấp dẫn.
Trước tháng 4 năm 1540, Vua Henry VIII đã bắt đầu gửi những món quà đến Catherine, cũng như cực kỳ không e dè mà thể hiện việc sủng ái của mình dành cho bà. Thời điểm nhà Vua quyết định tiến hành ly hôn với Anne, Thomas Cromwell vẫn chưa tìm được người thay thế, và Công tước Norfolk nhận thấy đây là thời cơ để gia tộc Howard có được vinh quang như dưới thời cháu gái của ông là Anne Boleyn. Theo Nicholas Sander, nhà Howard có vẻ muốn dựa vào Catherine để hi vọng cho việc thiết lập lại cộng đồng Công giáo tại nước Anh, do đó nhà Howard thông qua ngài Công tước đã tìm mọi cách nâng tầm sự yêu thích của nhà Vua đối với Catherine. Giám mục theo Công giáo là Stephen Gardiner đã đón tiếp cặp đôi tại Cung điện Winchester với một bữa tiệc linh đình. Sự hủy hôn của Vua Henry VIII với Anne xứ Cleves, cũng khiến Thomas Cromwell bị kết tội và xử tử, điều này khiến Đảng bảo thủ của Công tước Norfolk có cơ hội chuyển mình hơn bao giờ hết.
Do đó có thể nói, Catherine Howard, khi ấy chỉ 16 tuổi, chính là con cờ của nhà Howard, là vật sống đơn thuần tranh thủ tình ái từ nhà Vua, trợ giúp đấu tranh của Đảng bảo thủ dưới lãnh đạo của nhà Howard để đối đầu với Đảng cấp tiến - những người Kháng Cách. Để chuẩn bị cho việc phục vụ nhà Vua, Bà Công tước Norfolk dạy dỗ lại Catherine những kỹ năng mang tính giải trí, cũng như đầu tư hơn cho bà những bộ quần áo và trang sức mỹ lệ. Trong khi đó, Công tước Norfolk giúp nhà Vua giải quyết hôn nhân với Anne xứ Cleves, và khi Anne bị hủy hôn, con đường thăng tiến của Catherine chính thức được xác định. Có lẽ vào thời điểm ấy, Catherine Howard cũng không biết được chính gia đình mình đã rắp tâm đưa bà đến gần cái chết hơn.

### Đăng vị Vương hậu

Vương hiệu của Catherine Howard khi là Vương hậu.

Chỉ 16 ngày sau khi hủy hôn với Anna xứ Kleve, hôn lễ của hai người được tiến hành ngày 28 tháng 7 năm 1540, tại Cung điện Oatlands, ở Surrey, trong sự chứng kiến của Giám mục London là Edmund Bonner. Cùng ngày hôm đó, Thomas Cromwell bị xử tử hình. Vào lúc này, Catherine mới 17 tuổi, còn Vua henry VIII đã 49 tuổi. Hôn lễ của hai người được công bố vào ngày 8 tháng 8 cùng năm, khi Catherine thay vì nhận lễ đăng quang thì được tiến hành lễ cầu chúc tại Chapel Royal ở Cung điện Hampton. Châm ngôn của bà là 「Non autre volonté que la sienne」, nghĩa là "Không ước mong gì ngoài chính Ngài", đây là một châm ngôn tiếng Pháp.
Còn trẻ và rất xinh đẹp, lại thêm tính hoạt bát, Catherine Howard về cơ bản rất được lòng Quốc vương Henry VIII,một người đã hơn 40 tuổi. Ông thường xuyên ban đất đai và trang phục cho bà, và gọi bà là 「"Viên ngọc quý báu của nữ giới"; Very jewel of womanhood」 hay 「Bông hồng không gai; Rose without a thorn」. Sứ giả nước Pháp là Charles de Marillac cũng mô tả Catherine Howard đặc biệt trông rất cuốn hút, một thiếu nữ trẻ có mái tóc màu nâu vàng, với một cái mũi rất đặc trưng của họ Howard và khuôn mặt tao nhã lịch lãm. Thời điểm ấy, Catherine Howard rất trẻ, tính tình vui vẻ trẻ con, do vậy bà thường không thích hợp lãnh nghĩa vụ ngoại giao như một Vương hậu. Mỗi đêm, Sir Thomas Heneage, người đang là Groom of the Stool (một chức quan giám sát việc hằng ngày của nhà Vua), thường xuyên trình diện Catherine để báo cáo lại tình trạng sinh hoạt của nhà Vua.
Ở tuổi ấy, Henry VIII là một người đàn ông trung niên béo phệ, ông đã trở nên khá trầm cảm khi biết cuộc Cải cách Anh và chiến tranh với Pháp khiến dân chúng ngày càng bất mãn mình, cũng như sự hành hạ của chứng viêm loét tĩnh mạch và bệnh gút càng khiến ông đau đớn. Việc có một cô vợ trẻ đẹp bên cạnh đã an ủi vị Vua già rất nhiều, và câu châm ngôn càng thể hiện tính thận trọng và trung thành của một người vợ mà ông thèm muốn. Catherine trong thời gian này chủ yếu là nhảy múa, tiệc tùng làm vui lòng nhà Vua, và điều này được ông đánh giá là khơi lại thời kỳ trẻ trung của ông. Khi nhà Vua chính thức vào London cùng người vợ mới, một khẩu đại pháo mừng đã được bắn ra từ Tháp London và dân chúng đổ xô ra đón chào cặp đôi khi họ du ngoạn bằng thuyền.

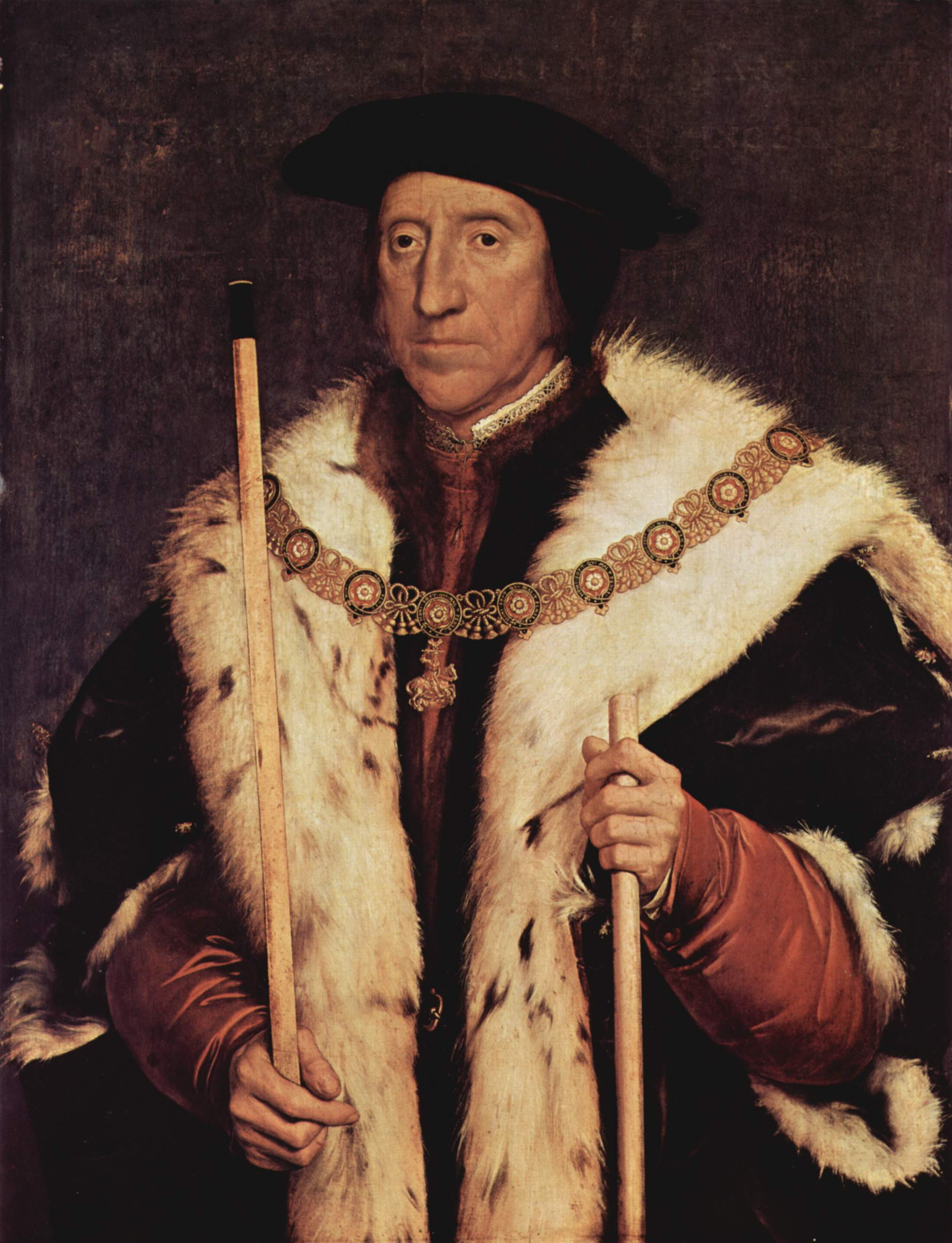
Bác của Catherine, Ngài Công tước xứ Norfolk, người chủ ý để Catherine làm Vương hậu của Henry VIII nhằm củng cố gia tộc Howard.

Thời gian làm Vương hậu, Catherine Howard được mô tả là có vẻ rất hưởng thụ, dù khi đó bà hẳn đã biết nhà Vua Henry rất béo phì (ông nặng 136 kilo khi ấy), một bên chân sưng phù mủ bốc mùi hôi hám và đặc biệt là già hơn Catherine tới 30 tuổi. Về chi tiêu cùng gia sản, Catherine được Vua Henry cấp cho đất đai và lâu đài trước đây ông dành cho Jane Seymour, và một phần của cải thu được từ Thomas Cromwell. Bằng những ghi chép lại, hằng ngày Catherine đều nhận những món quà cố định từ Vua Henry, thể hiện sự yêu thích và chiều chuộng của nhà Vua dành cho bà. Vào mùa Giáng sinh năm 1540, Catherine được ghi nhận đã được Vua Henry tặng một nhóm quà lớn: một mặt dây chuyền (square hang jewelry) với 27 viên kim cương cùng nhóm 26 viên ngọc trai, một ghim cài áo (brooch) đính 33 viên kim cương cùng 66 viên ruby với phần đường diềm khảm ngọc trai, cùng một tấm bao tay bằng vải nhung đen đính thêm da lông chồn và được thêu khảm bằng 38 ruby cùng 572 viên ngọc trai. Và dù là Vương hậu, nhưng Catherine cũng cảm thấy mình chưa được tôn trọng thích đáng và đôi khi rất nảy sinh tính trẻ con, ví dụ bà từng làm mình làm mẩy khi nghe lời đồn Vua Henry muốn ly hôn bà để cưới bà vợ cũ Anna xứ Kleve, mãi sau khi nhà Vua ước hẹn tình yêu ông dành cho Catherine là vĩnh cữu thì bà mới hài lòng. Cũng lại như tranh chấp xảy ra giữ bà cùng con gái cả của nhà Vua, Công nương Mary, bởi vì Mary không tỏ ra tôn trọng Catherine như đã làm trước đó với Jane Seymour cùng Anna xứ Kleve. Để trả thù, Catherine điều 2 cận thần của Mary ra khỏi triều đình. Khác với Mary, dù Anna xứ Kleve được cả triều đình xem trọng vì danh nghĩa 「"Em gái của Quốc vương"」 và nhận một khoản trợ cấp khổng lồ, khi được yêu cầu quỳ trước Vương hậu Catherine thì bà vẫn đáp ứng, và Catherine rất hài lòng vì ứng xử của bà. Cũng như Anne Boleyn, Catherine thành công ban chức tước và dìu dắt người nhà của mình đi lên.
Ngày qua ngày, Lễ đăng quang của bà vẫn chưa được lên kế hoạch, dù bà vẫn tham gia các buổi diễn tập quân sự hoặc đại lễ ở London cùng nhà Vua. Việc ông vẫn muốn kết hôn ở tuổi này là bởi vì ông lo ngại chỉ một mình con trai Edward là không đủ để duy trì huyết thống nhà Tudor, và ông cũng yêu cầu những người vợ mình cưới sẽ thực hiện nghĩa vụ này, sau mới làm Lễ đăng quang cho họ.
Vào mùa hè năm 1541, Vua Henry VIII cùng Catherine đi một chuyến công du lên phía Bắc, và trong thời gian này Lễ đăng quang của bà đã được đề cập. Vào ngày 15 tháng 4 năm ấy, de Marillac ghi lại một sự chuẩn bị trong triều đình sẵn sàng chờ tin Vương hậu mang thai, và theo ý của Vua Henry, nếu Catherine mang thai thì lập tức chuẩn bị Lễ đăng quang cho bà tại Whitsuntide. Tình trạng của Catherine vào mùa hè này bắt đầu tệ khi nhiều người biết chuyện phóng đãng ngàu trước của bà tại Lambeth đều tìm đến bà xin xỏ, và để mua chuộc họ, Catherine Howard phải ban cho họ chức vụ xứng đáng.
Trong năm ấy, Catherine Howard bắt đầu mối quan hệ tình cảm với Thomas Culpeper - một quan thần trẻ tuổi phục vụ trong triều đình, người là bạn thân của nhà Vua Henry VIII, và là người có họ hàng bên họ mẹ với Catherine. Trong lý lịch, Thomas Culpeper từ nhỏ đã ở trong triều, với chức vụ Gentleman of the Bedchamber - Culpeper là người sẽ ngủ trong gian phòng gần nhà Vua, để mỗi khi đêm xuống thì phụ trách hầu cận ông mỗi khi nhà Vua tỉnh dậy giữa đêm và yêu cầu thứ gì đó. Sau điều tra diện rộng, cặp đôi được phanh phui là đã qua lại bắt đầu từ mùa xuân năm ấy, những cuộc gặp này đều được đạo diễn bởi những Thị tùng của bà mà chủ mưu là Jane Boleyn, Phu nhân Rochford, vợ của George Boleyn, Tử tước Rochford - em trai của Anne Boleyn. Về bản chất câu chuyện, Catherine Howard từng được định là sẽ kết hôn với Thomas khi còn là Thị tùng cho Anna xứ Kleve, trong bức thư tình mà Thomas gửi cho Catherine, ông ta đã gọi bà là 「"Cô bé ngốc nghếch đáng yêu của tôi"」. Và tuy khi ấy Culpeper có tiếng đào hoa và nhiều nhìn nhận mối quan hệ giữa Catherine cùng ông là lãng mạn trong bi kịch, thì sau khi phát hiện một tài liệu vào thế kỉ 19, hình tượng này của Culpeper hoàn toàn trở nên thối nát. Theo tài liệu ghi nhận, Thomas Culpeper đã cưỡng hiếp vợ của một chuyên viên gác rừng, cuối cùng Vua Henry VIII đã ra quyết định tha thứ cho Culpeper.

### Bị hạ bệ

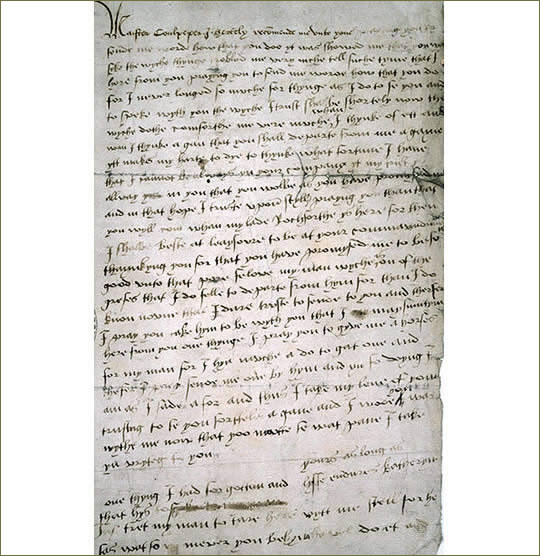
Bức thư mà Catherine Howard viết cho Thomas Culpeper.

Trong thời gian này, Catherine Howard đã phạm sai lầm trầm trọng khi thuê người tình cũ Francis Dereham vào triều làm thư ký, và chính điều này đã khiến bà bị hạ bệ ngay sau đó. Thực tế, nhiều cô nương có họ hàng hoặc là người nhà Howard ở cùng Catherine tại Lambeth đã được Catherine tuyển vào làm Thị tùng, nhưng dần dần càng nhiều người có liên quan vụ việc tìm đến bà, không ít trong số họ đều biết chuyện bà với Francis Dereham. Cũng chính điều này khiến những người phản đối nhà Howard chướng mắt, cuối cùng "tích Tiểu thành Đại" và họ lên kế hoạch cùng nhau quyết tâm lật đổ bà, với âm mưu chính là lật đổ nhà Howard cùng cộng đồng Công giáo mà gia tộc này đại diện.
Sự việc bắt đầu từ John Lassells, anh trai của Mary Lassells, người đã cố thuyết phục em gái tìm một chỗ trong cơ quan phục vụ Vương hậu. Thế nhưng Mary, một tín đồ Kháng Cách, vì không hợp nhãn tác phong Công giáo của Catherine cùng nhà Howard nên đã từ chối và quả quyết đã chứng kiến cuộc sống dâm đãng của Vương hậu tại Lambeth. Sau khi biết được, John bèn lén trình báo Tổng Giám mục của Canterbury, Thomas Cranmer, và ngài Tổng Giám mục sau đó tiến hành chất vấn hai anh em Lassells. Sau sự tra khảo gắt gao của Tổng giám mục, Mary đã thú nhận cuộc sống dâm đãng của Vương hậu khi còn sống với Bà Công tước Norfolk, và Thomas Cranmer lập tức nắm lấy chứng cứ này để triển khai kế hoạch hạ bệ Vương hậu - người nhà họ Howard, đối thủ chính trị của ông. Mục đích của cuộc tố cáo này, phần nhiều là do hai anh em nhà Lassells đều là những người Kháng Cách triệt để, và họ nhìn nhận tác phong của Catherine cùng nhà Howard là biểu hiện của những tín đồ Satan.
Thời gian diễn ra chuỗi sự kiện là thời điểm diễn ra Lễ Các Thánh, ngày 1 tháng 11 năm 1541, và Vua Henry VIII đang cầu nguyện trong nhà thờ. Tin tức việc bắt giữ Vương hậu được đưa tới nhà Vua bằng một bản tường trình chi tiết vào ngày hôm sau, tức ngày 2 tháng 1, và nhà Vua ban đầu không tin cáo trạng, chỉ đơn giản sai Cranmer mở một cuộc điều tra. Phu nhân Rochford bị tra khảo đầu tiên, lo sợ sẽ bị dụng hình, bà ta đã thuật lại việc lên kế hoạch đưa Culpeper vào và trốn thoát khỏi phòng của Vương hậu Catherine trong những lần hẹn hò bí mật, và những tình nhân dính líu bà có Dereham, Mannox cùng Culpeper. Trong quá trình điều tra từ lời khai của phu nhân Rochford, một bức thư do chính Catherine viết được tìm thấy trong phòng của Culpeper - bằng chứng không thể chối cãi cho tội ngoại tình. Sang ngày 7 tháng ấy, nhà Vua lệnh Tổng Giám mục Cranmer cùng Công tước Norfolk đến Cung điện Hampton Court để thẩm vấn Vương hậu, đưa ra bằng chứng về bức thư, lời khai của ba người đàn ông trên, cũng như lời khai của những cận thần và các Thị tùng từng ở cùng bà tại Lambeth. Trong tình trạng ấy, Catherine Howard than khóc thê lương, bà nhận vụ việc quan hệ trước hôn nhân của mình với nhà Vua, nhưng không nhận mình thiếu trung thành trong hôn nhân với nhà Vua. Trong lời khai, Catherine đã nói mình cùng Mannox đã 「"Đồng ý và chạm vào những phần bí mật trên cơ thể"」, và cùng Dereham bà đã 「"Nằm ngủ cùng tôi khi trần truồng, và 'làm' tôi theo cách mà một người đàn ông làm với vợ mình, trong nhiều dịp khác nhau, còn bao lần thì tôi không biết"」. Tuy nhiên, Catherine không nhận việc mình quan hệ với Culpeper, cũng như phủ nhận bất kì hình thức "đính hôn" nào với Dereham.
Sự thực về câu chuyện giữa Catherine cùng Culpeper, và hai người đã đến mức như thế nào, cho đến ngày nay vẫn còn khá tranh cãi. Một phần vì lời thú nhận của Culpeper rất rời rạc do bị ép phải nói trong lúc bị tra tấn, một phần nữa là những chi tiết câu chuyện không ăn khớp nhau giữa Catherine cùng Phu nhân Rochford, bởi vì họ cố hết sức làm câu chuyện khiến bản thân mình ít bị dính líu tới nhất. Bên cạnh đó là những người thẩm tra phần lớn là Kháng Cách, và họ mang lòng thù ghét gia tộc Howard đến cực đại, nên cũng không loại trừ khả năng có ẩn tình và ngụy tạo. Các sử gia ngày nay có xu hướng nghi ngờ liệu có hay không việc Catherine cùng Culpeper có quan hệ xác thịt - thứ trực tiếp dẫn đến cáo trạng ngoại tình của Catherine.

### Giam cầm và hủy hôn
Trong thời gian giam cầm Catherine, Tổng Giám mục Cranmer đã phải sai lính gác đem hết các vật dụng mà bà có thể dùng để tự sát. Vào lúc này, Catherine Howard mới biết được bản cáo trạng dành cho mình và lâm vào sự khủng hoảng to lớn. Nếu như hôn ước từ trước giữa Catherine và Dereham được "chứng minh" và được "khai ra" là có thực, thì hôn nhân giữa Catherine Howard cùng Quốc vương Henry VIII cũng sẽ chỉ bị phán là vô hiệu lực và bà sẽ chỉ bị đày ra khỏi triều đình London. Nhưng bằng việc "phủ định" hình thức liên quan đến hôn nhân với Dereham, Catherine Howard đã mắc sai lầm dẫn đến bị tuyên án tử hình.
Ngày 23 tháng 11 năm 1541, Catherine bị phế truất khỏi vị trí Vương hậu và bị giam cầm vào Tu viện Syon ở Middlesex, một Nữ tu viện, nơi bà được trải qua phần đời cuối cùng qua mùa đông năm ấy. Lúc này nhà Vua Henry VIII lại tỏ ra hào phóng, khi cho bà giữ lại người hầu và Thị tùng. Ông cấm bà dùng trang sức hoặc quần áo màu rực rỡ có lấy đá quý trang trí, chỉ cho phép dùng những váy áo màu nhu cùng một ít trang sức bằng vàng hoặc bạc, ông còn gửi cho một số bộ đồ lót và áo ngủ. Dần dần sau đó, những lời khai của Dereham, Culpeper cùng các Thị tùng khác đã bổ sung vào câu chuyện Phu nhân Rochford "giúp đỡ" đôi tình nhân này hẹn hò bí mật. Một viên Hội đồng cơ mật đã đến và cưỡng đoạt lại chiếc nhẫn của Anne xứ Cleves, chiếc nhẫn mà Vua Henry VIII đã trao cho Catherine ngày hôn lễ. Đây là biểu tượng tính hợp pháp trong hôn nhân của Catherine với nhà Vua, và qua hành động này thì Catherine đã hoàn toàn bị từ hôn bởi Henry VIII, dù việc ly hôn với bà chưa bao giờ được thông cáo chính thức bởi triều đình Anh.
Ngày 1 tháng 12 năm ấy, Culpeper và Dereham bị xét tội mưu phản, và sang ngày 10 tháng ấy thì cả hai đều bị xử tử ở Tyburn. Henry Mannox do đã ít dính líu nhất, nên được nhà Vua tha tội. Còn trường hợp Thomas Culpeper, do xuất thân là quý tộc nên trực tiếp bị chém đầu, còn Francis Dereham chỉ là dân đen nên phải chịu hình phạt tàn khốc gọi là 「Hanged, drawn and quartered」 cho tội mưu phản ở mức cao nhất dưới thời Edward III của Anh. Theo hình phạt này, Dereham bị cột vào hàng rào hoặc tấm ván gỗ, từ xe ngựa kéo đến địa điểm hành hình, bị thắt cổ đến gần chết, rồi thiến, sau đó là bị tùng xẻo, chém đầu rồi cuối cùng là phanh thây (bị cắt làm 4 khối). Sau khi hành hình, các bộ phận của Culpeper và Dereham bị đưa đến những địa điểm nổi danh (như Cầu London) để cho dân chúng xem. Toàn bộ người nhà Howard đều bị đưa vào Tháp London tra khảo, trừ Công tước xứ Norfolk, ông đã kịp thời trốn đến Kenninghall và viết một bản sớ tấu tạ tội với nhà Vua, đồng thời đổ hết mọi việc cho Catherine và mẹ kế là Bà Công tước. Các thành viên nhà Howard sau đó bị tuyên án dính đến tội bao che, bị phán giam cầm suốt đời và bị tước đoạt các tài sản đáng kể. Con trai của ngài Công tước là Henry Howard, Bá tước xứ Surrey, dẫu vậy vẫn rất được nhà Vua yêu quý, và sau đó hầu hết thành viên nhà Howard được thả ra với việc phục hồi lại tài sản.

## Tử hình

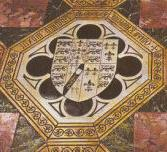
Mộ phần của Catherine Howard trong Nhà thờ St Peter ad Vincula.

Năm 1542, ngày 29 tháng 1, Hội đồng nước Anh thông qua một bản điều trình việc phạm tội của Catherine Howard, sang ngày 7 tháng 2 thì chính thức thông qua. Dựa theo Điều lệnh bởi triều đình năm 1541 (Royal Assent by Commission Act 1541), nếu Vương hậu không thật lòng về việc từng quan hệ với người khác trong vòng 20 ngày kể từ khi kết hôn với nhà Vua, hoặc kẻ nào khuyến khích người khác tư thông với Vương hậu, thì đều bị xét mưu phản và bị phán tử hình. Điều này khiến Catherine Howard, dù có hôn ước với Dereham từ trước hay không, thì cũng hoàn toàn có tội trong vụ án này. Ngày 10 tháng 2 năm ấy, Khi các Quan tòa trong Hội đồng đến đưa Catherine đi, bà đã la thét và giãy giụa, họ đã khiên bà lên một con thuyền nhỏ để đưa bà đến Tháp London. Con thuyền hộ tống bà đi qua Cầu London, nơi còn treo đầu của Culpeper và Dereham. Đi qua Traitors' Gate vào tháp, Catherine bị đưa đến phòng giam của mình. Ngày hôm sau, con dấu của nhà vua phê duyệt bản án, và Catherine bị tuyên bố xử tử vào Thứ hai, lúc 7 giờ sáng vào ngày 13 tháng 2 cùng năm. Sir John Gage đã chịu trách nhiệm bố trí bục chém dành cho Catherine.

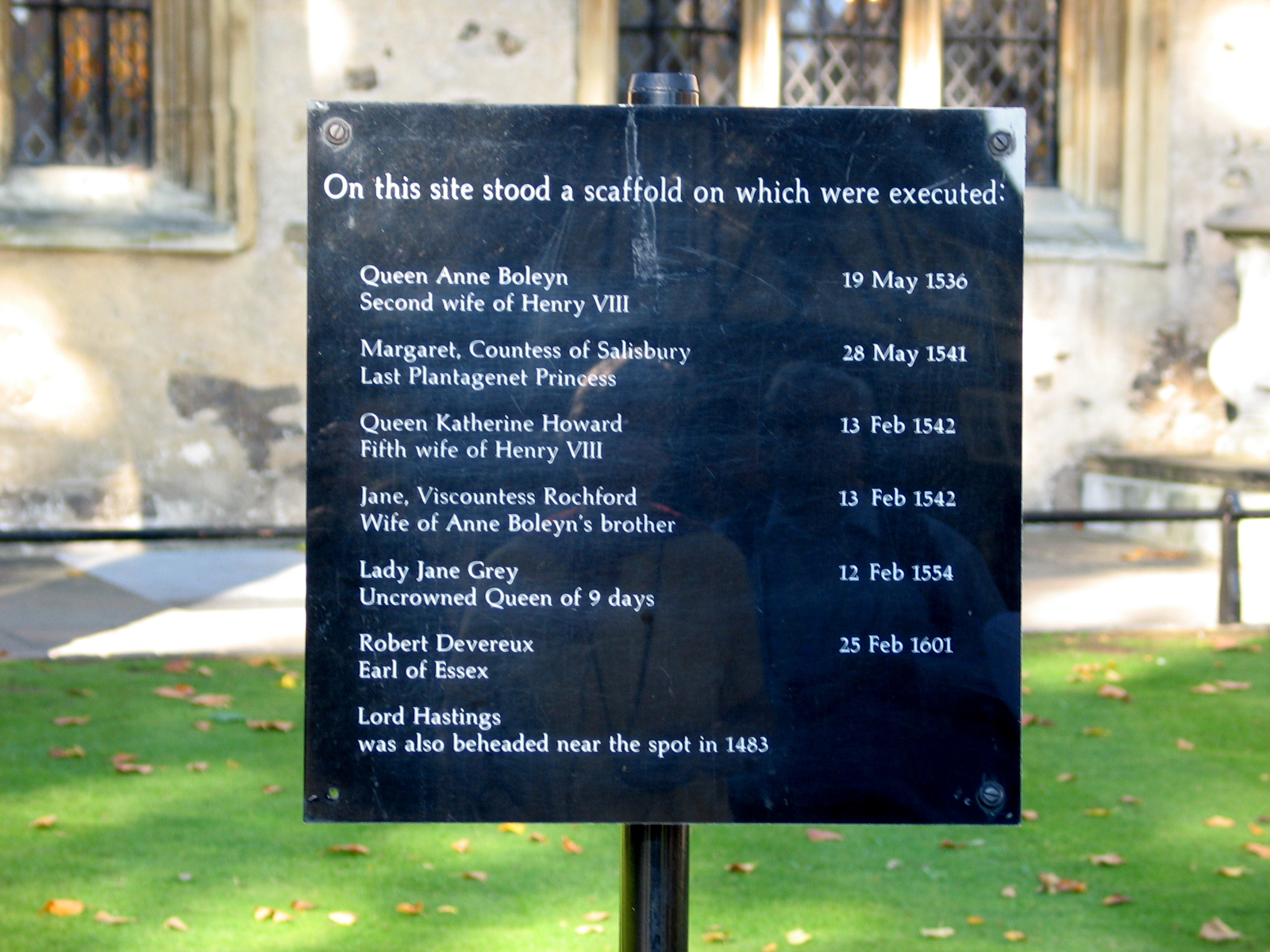
Bảng liệt kê những ai bị xử tử trong Tháp London.

Ngày lên đoạn đầu đài, Catherine tuy trông có vẻ điềm tĩnh nhưng mặt đã tái xám, phải nhờ người dìu mình lên đoạn đầu đài. Bà đã làm một bài diễn văn trước khi bị xử tử, với cốt ý là "Xứng đáng những gì mình làm", bên cạnh đó bà cầu xin sự khoan hồng cho gia đình bà và xin sự cứu rỗi của chúa.
Đây là một dạng xưng tội điển hình vào thời điểm ấy, dù có bất kỳ tình huống nào, vì họ phải làm vậy để bảo đảm sự khoan hồng cho gia đình, bằng việc ca ngợi người đã ban lệnh xử tử mình: Quốc vương. Trong dân gian, có một lời đồn trước khi chết, Catherine Howard đã dõng dạc và nói rằng:「"Ta chết như một bà Hậu, nhưng ta muốn chết như là vợ của Culpeper"; I die a Queen, but I would rather have died the wife of Culpeper」. Không có bất kỳ nhân chứng nào ở thời điểm đó xác nhận lời đồn này. Trước đó, người dính líu nghiêm trọng vụ việc là Phu nhân Rochford cũng đã bị xử tử tại Tower Green - một tòa tháp nhỏ trong hệ thống Tháp London. Xác của hai người được để trong Nhà thờ St Peter ad Vincula bên trong Tháp London, bên cạnh phần mộ của Anne Boleyn.
Vua François I của Pháp, sau khi nghe tin về sự việc của Catherine, đã viết thư cho Henry VIII nói rằng:「"Thật là một con đàn bà nhơ nhuốc và không có tự trọng để trở thành một Vương hậu. Sự phóng đãng của đám đàn bà không thể khuất phục niềm kiêu hãnh của đàn ông chúng ta"」.

## Văn hóa đại chúng

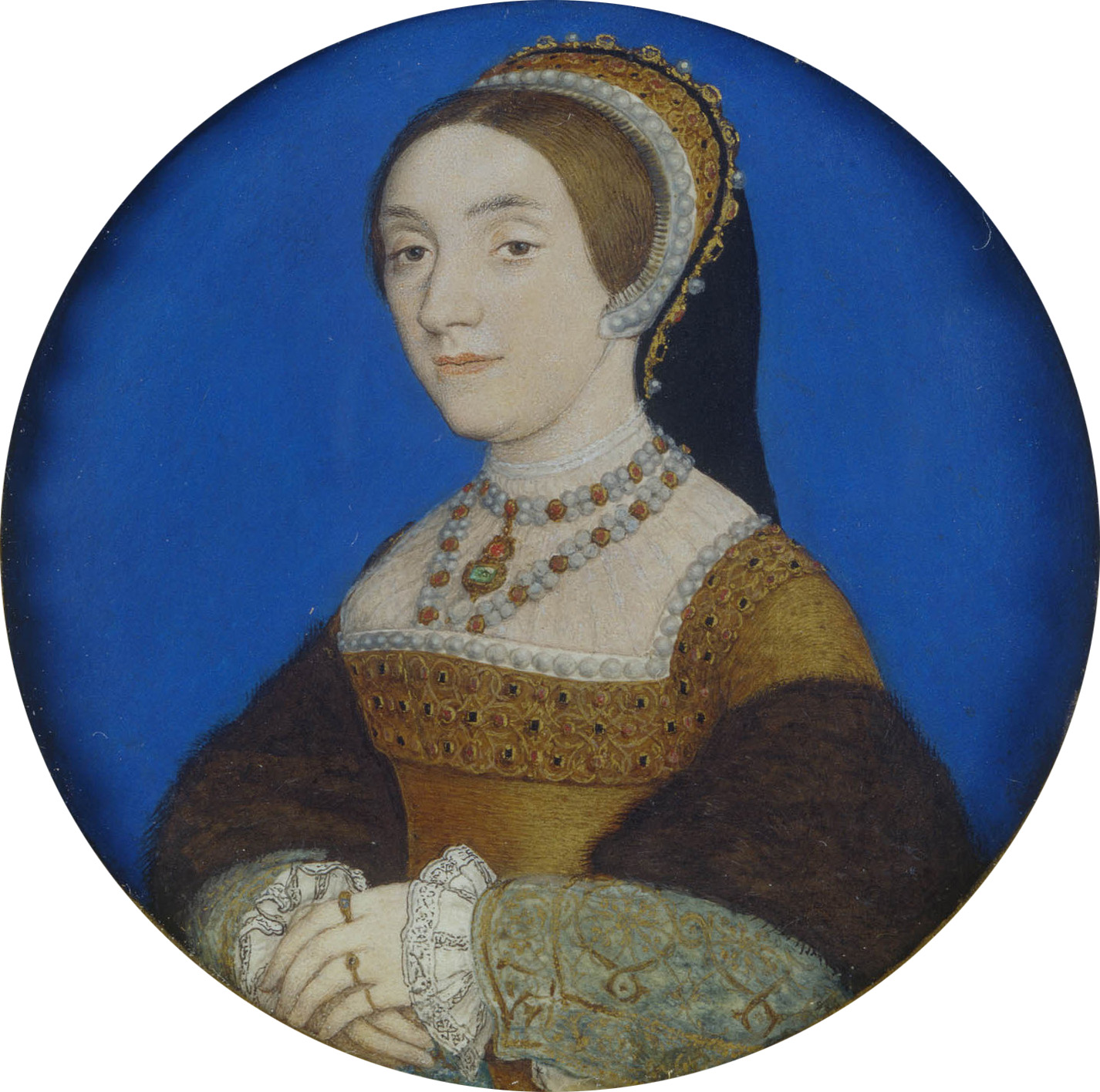
Bức vẽ "Portrait of a Young Woman", bức tiểu họa của Hans Holbein con, trong bộ sưu tập Royal Collection của hoàng gia Anh, nên thường được gọi là phiên bản Windsor
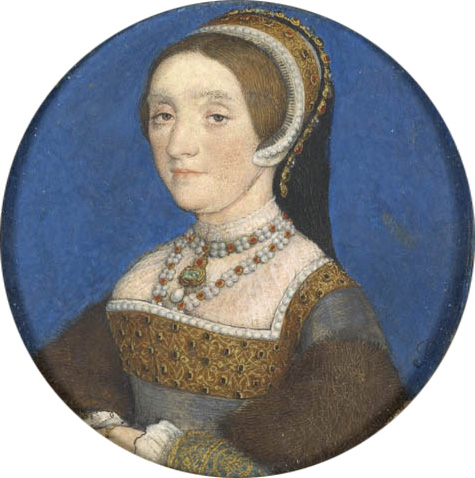
Bức vẽ "Portrait of a Young Woman", phiên bản trong Strawberry Hill House, sưu tập bởi Công tước xứ Buccleuch
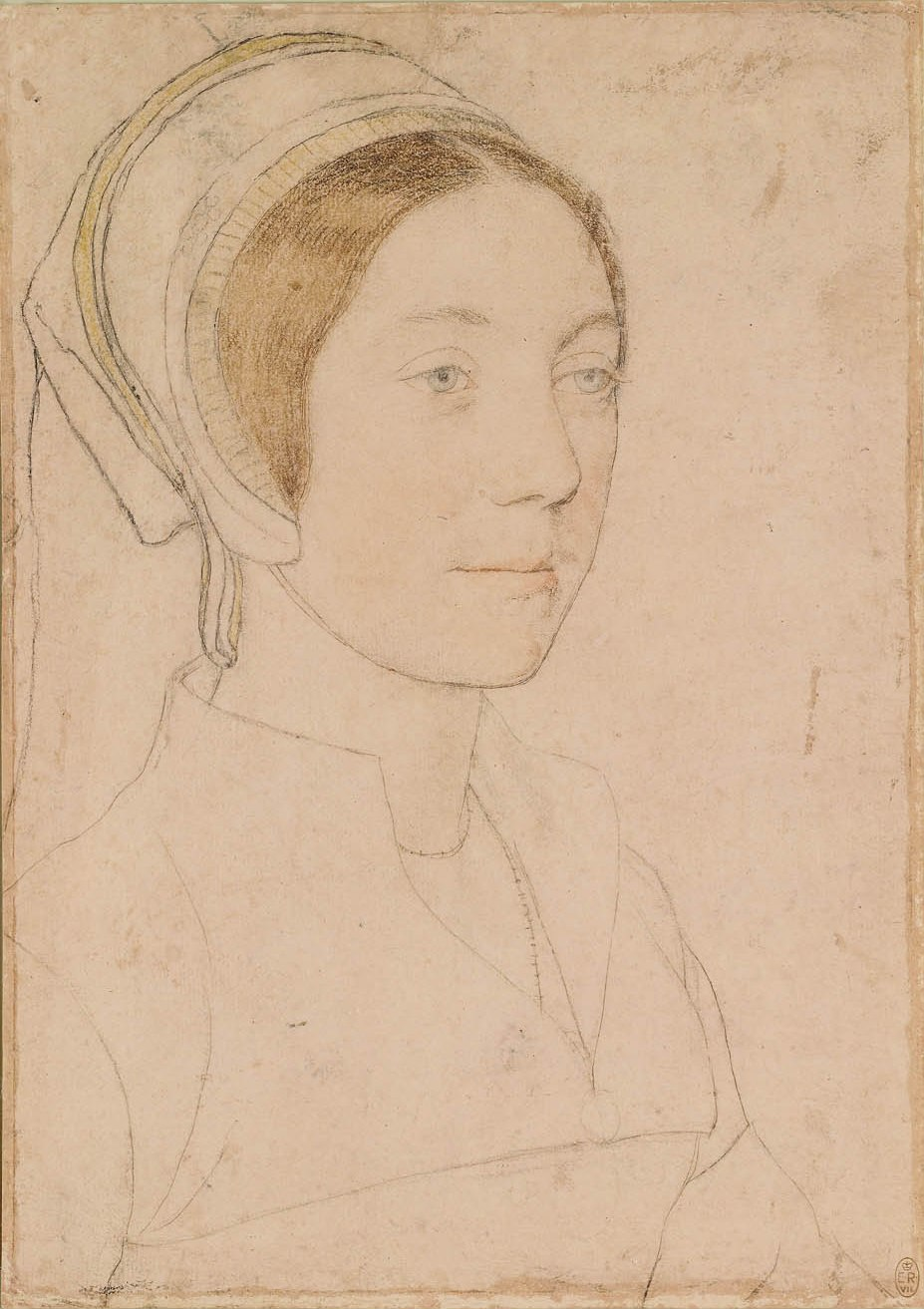
Một người phụ nữ không rõ danh tính, được cho là Catherine Howard
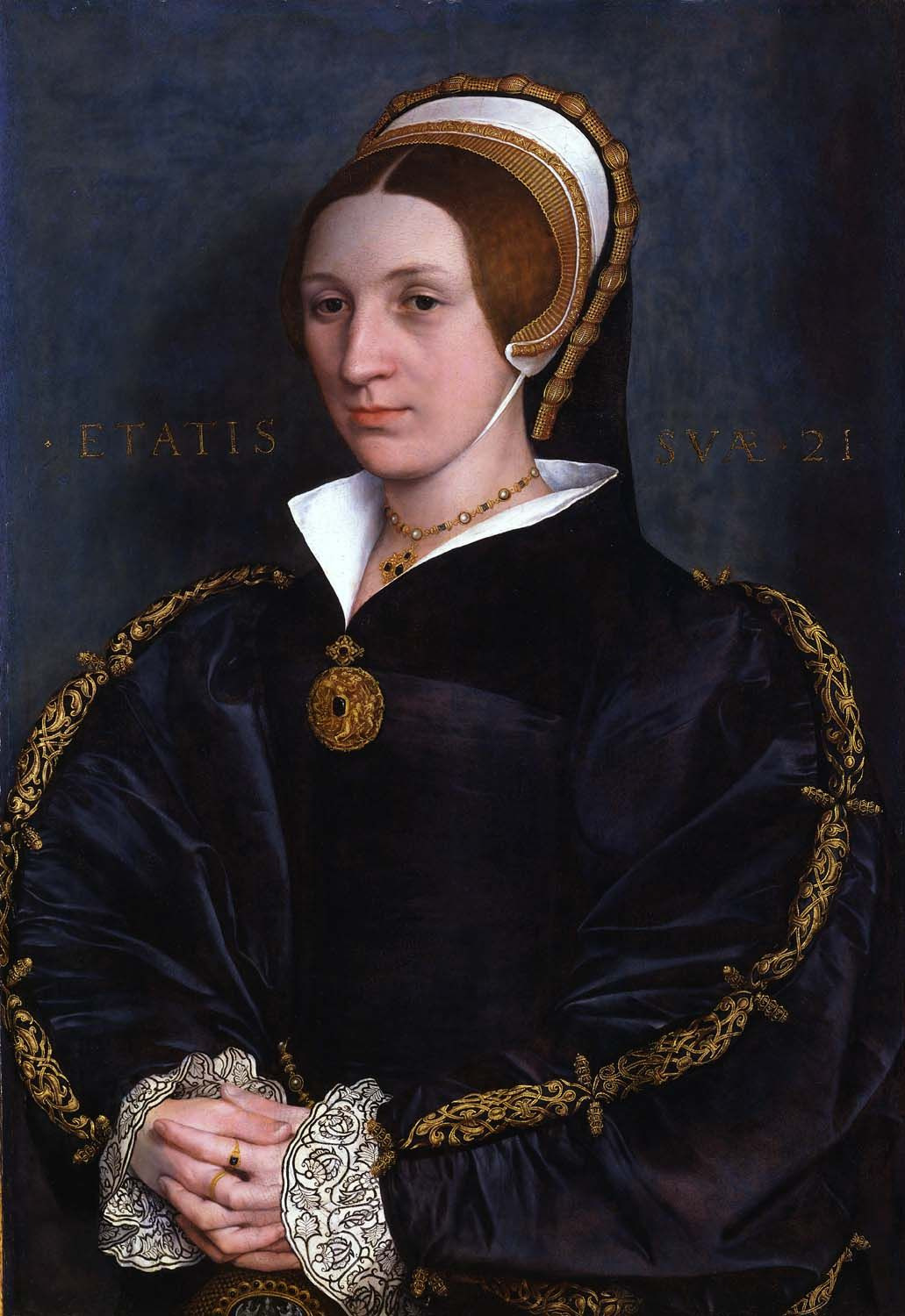
Bức chân dung "ETATIS SVA 21" thường được cho là Catherine Howard

Sau cái chết của Catherine Howard, tranh vẽ của bà bị người nhà Howard tiêu hủy toàn bộ, nên sự nhận dạng cũng như tranh ảnh về bà gây tranh cãi lớn. Các nhà sử gia Susan James, Jamie Franco, và Conor Byrne nhận định bức vẽ ["Portrait of a Young Woman"] của có thể là nhân diện chính xác của Catherine. Nhưng sau cùng, điều này cũng không có gì chắc chắn. Ngoài ra, có một bức họa cũng của Holbein, vẽ một phụ nữ mặc áo đen được trưng bày tại Bảo tàng mỹ thuật Toledo, người trong tranh từng được giáo sư Lionel Cust nhận diện là Catherine Howard. Tuy vậy, dòng chữ ETATIS SVA 21 biểu thị người phụ nữ này 21 tuổi, số tuổi mà Catherine Howard chưa bao giờ đạt tới. Herbert Norris xác định người phụ nữ trong tranh đang diện ống tay áo được khởi xướng bởi Anna xứ Kleve, và bức tranh có lẽ vẽ nào khoảng tháng 1 năm 1540. Phiên bản gốc của bức tranh đề từ 1530 đến 1540, trong khi phiên bản của National Portrait Gallery lại đề vào những năm 1600. Điều này có vẻ người phụ nữ được vẽ tranh kỉ niệm dù đã qua 100 năm, có vẻ không giống trường hợp của Catherine Howard. Antonia Fraser và Derek Wilson tin rằng bức tranh này vẽ Elizabeth Seymour, Lady Cromwell, vợ của con trai Thomas Cromwell là Gregory, đồng thời là em gái của Jane Seymour.
Trong văn hóa hiện đại, Catherine Howard cũng trở thành đề tài tranh cãi của các nhà sử học. Lacey Baldwin Smith có cuốn A Tudor Tragedy, Joanna Denny có cuốn Katherine Howard: A Tudor Conspiracy và Gareth Russell có cuốn Young and Damned and Fair,.. tất cả đều có những nhìn nhận trái chiều nhau, thảo luận những hoàn cảnh sống và động cơ của Catherine dẫn đến bi kịch của cuộc đời bà. Cuộc đời của bà cũng được miêu tả qua những loạt bộ tài liệu nghiên cứu cả 6 người vợ của Henry VIII, như The Six Wives of Henry VIII của đài BBC vào năm 1970, hay The Six Wives: The Queens of Henry VIII của David Starkey. Baldwin Smith mô tả Catherine là một kiểu người thích hưởng lạc và là trẻ vị thành niên phạm tội.
Mảng phim ảnh về tiểu thuyết cũng không chờ đợi để khai thác về Catherine Howard. Trong bộ Henry VIII năm 2003, nữ diễn viên Emily Blunt thủ vai Catherine Howard, với tính cách bị ảnh hưởng bởi môi trường sống, cùng hành động dại dột do quyết tâm mang thai để bảo toàn mình của vị Vương hậu trẻ tuổi. Đài Showtime phát sóng phần cuối của series The Tudors vào năm 2009 và 2010, Catherine Howard diễn bởi Tamzin Merchant, với tính cách sôi nổi và tình yêu mãnh liệt với Thomas Culpeper. Mảng tiểu thuyết cũng có nhiều tay viết nói về Catherine Howard, như Philippa Gregory với bộ The Boleyn Inheritance với nhiều tình tiết hư cấu, C. J. Sansom với Sovereign, Brandy Purdy với Vengeance Is Mine, hoặc với chuỗi The Fifth Queen, And How She Came to Court, Privy Seal và The Fifth Queen Crowned của nhà văn Ford Madox Ford.